# Маслобойщики (фильм)
«Маслобойщики» (англ. The ButterCream Gang) — семейный кинофильм 1992 года, вышедший сразу на видео.

## Сюжет
В отличие от других банд «Маслобойщики» творят добрые дела. Их лидер Пит должен уехать к своей тёте в Чикаго. Однако дела там пошли не очень, и Пит вернулся, сильно изменившись. Вскоре Пит начинает шляться с плохими парнями. Но оставшиеся члены банды, особенно их новый лидер Скотт, не хотят отвернуться от своего старого друга.

## В ролях
- Джэйсон Джонсон
- Майкл Уэзерид
- Брэндон Блэйзер
- Джэйсон Гленн